# Harold Camping

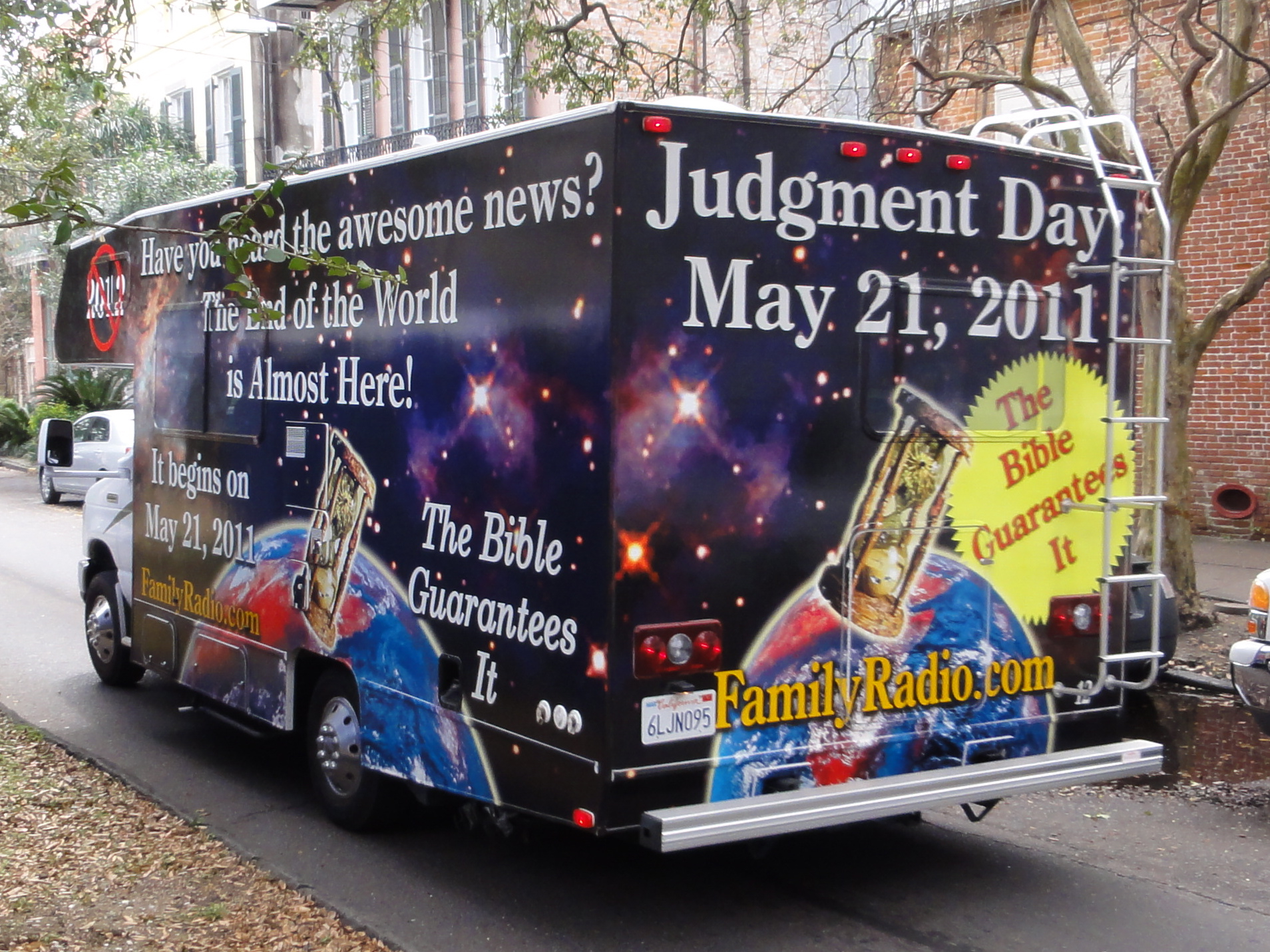
Family-Radio-Wohnmobil

Harold Egbert Camping (* 19. Juli 1921 in Boulder, Colorado; † 15. Dezember 2013 in Oakland, Kalifornien) war ein US-amerikanischer Radio-Prediger, der mit seinen Prophezeiungen über die Entrückung am 21. Mai 2011 und den darauf folgenden Weltuntergang am 21. Oktober 2011 für Aufregung sorgte. Zuvor hatte er eine mögliche Entrückung schon für September 1994 vorhergesagt.

## Leben
Camping zog als Kind nach Kalifornien. 1942 schloss er an der University of California, Berkeley eine Ausbildung zum Bauingenieur ab. Kurz nach Ende des Zweiten Weltkrieges gründete er ein Baugewerbe, was ihm seinen Lebensunterhalt sicherte. Seine Frau Shirley heiratete er 1943. Er war Vater von sieben Kindern. 1958 war er einer der Gründer des Radiosenders Family Radio, der sich an ein christlich-konservatives Publikum richtet. Im Laufe der Jahre wurden die Aktivitäten des Senders ausgebaut.

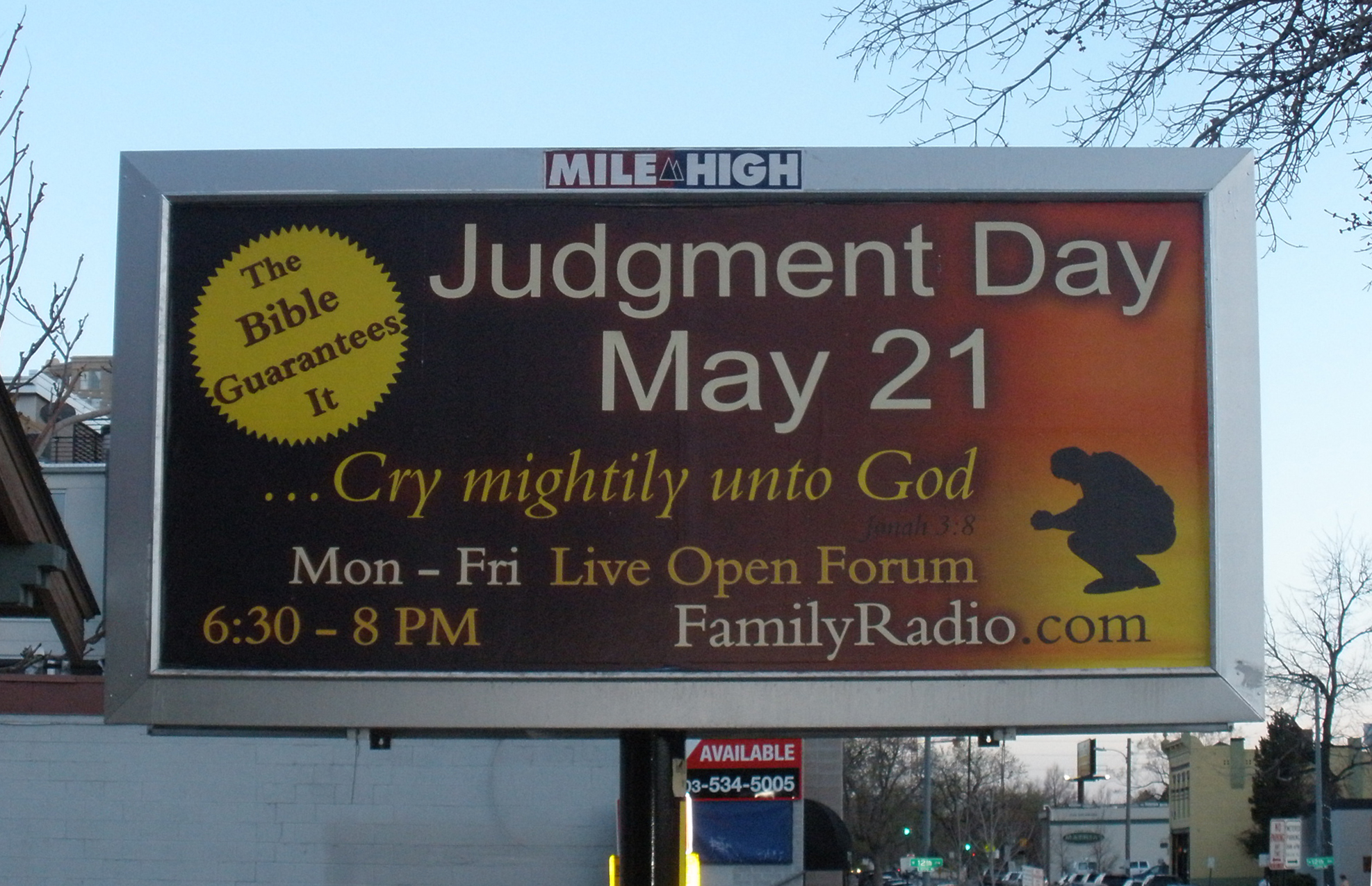
Warnung vor dem Ende der Welt

1988 verließ Camping die Christian Reformed Church in North America und verbreitete eigene Interpretationen der Bibel über Family Radio. Aufsehen erregte er mit seinen Prophezeiungen über die Entrückung und den Weltuntergang, die er durch numerologische Analyse der Bibel entdeckt zu haben glaubte. Zuerst nahm Camping an, die Entrückung würde am 6. September 1994 stattfinden. Als das Ereignis jedoch ausblieb, prophezeite er 2005 die Entrückung für den 21. Mai 2011. Zahlreiche Anhänger glaubten seiner Prophezeiung und warnten die Bevölkerung in Städten wie New York mit Plakaten und Aufklebern vor der mutmaßlich bevorstehenden Apokalypse, die auch diesmal ausblieb. Anhänger Campings hatten ihre Arbeitsstelle aufgegeben, Mietverträge gekündigt oder sich von ihren Partnern getrennt. Viele hatten fast ihr ganzes Vermögen an Camping gespendet oder auf eigene Faust kostspielige Infokampagnen gestartet, um auf das vermeintliche Ende aufmerksam zu machen. Es kam auch zu Mord, Suizid und Suizidversuch.
Das Ausbleiben der Entrückung zum angekündigten Datum erklärte er mit einer Fehlinterpretation: Am 21. Mai habe nicht die Entrückung stattgefunden, sondern Jesus habe an diesem Tag sein endgültiges Urteil über alle Menschen gefällt. Am zuvor ebenfalls angekündigten Weltuntergang am 21. Oktober 2011 hielt er fest. Seine tägliche Radio-Sendung wurde im Juni 2011 eingestellt, da Camping einen Schlaganfall erlitten hatte. Als auch am 21. Oktober 2011 der Weltuntergang ausblieb, wurde er von Prediger-Kollegen für seine Prophezeiungen stark kritisiert und verlor unter seinen Anhängern stark an Glaubwürdigkeit. Am 10. März 2012 zog er seine Untergangsvorhersagen zurück.